# Сигарёв, Евгений Игнатьевич
Евге́ний Игна́тьевич Сигарёв (1 июня 1928, город Рубцовск, Алтайский край — 3 мая 2010, Тверь) — русский поэт, капитан 2-го ранга, заслуженный работник культуры России.

## Биография
Родился 1 июня 1928 года в г. Рубцовске Алтайского края.
1943-1946 — учёба в Ташкентском суворовском военном училище (окончил с золотой медалью).
1946-1950 — учёба в Высшем Военно-Морском пограничном училище в Ленинграде.
1950-1970 — служба в Балтике, Баренцовом море, Тихом океане.
Во время службы Сигарёв получил патент на изобретение «Угломерного визира для замера скорости хода корабля во льду» (об этом писал в 1959 году журнал «Морской сборник»). Демобилизовался с должности командира пограничного сторожевого корабля «Воровский» в звании капитана 2-го ранга.
1970 — капитан-наставник Управления тралового и рефрижераторного флота Камчатки.
1971 — заведующий отделом газеты «Камчатская правда».
1971 — член Союза журналистов.
1971-1972 — директор Камчатского отделения Дальиздата.
С 1979 член Союза писателей СССР (теперь Союз писателей России). Был делегатом 5-го, 10-го, 11-го и участником 12-го съездов Союза писателей России.
1986-1997 — председатель Камчатского фонда культуры.
1989-1997 — заместитель председателя Камчатского отделения ВООПИК.
1990 — член президиума Всероссийской ассоциации любителей отечественной словесности и культура «Единение».
1999 — основатель и руководитель тверского молодёжного литобъединения «Рассветная звонница».
3 мая 2010 года скончался в г. Твери после продолжительной болезни.

## Награды и звания
- Заслуженный работник культуры Российской Федерации (25.06.1992)

## Литературная деятельность
Во время учёбы в Суворовском училище Сигарёв являлся редактором рукописного журнала «Наше слово». В конце 40-х гг. Сигарёв посещал литобъединение при филиале газеты «Красная звезда», руководителями которого в те годы являлись Николай Тихонов и Всеволод Рождественский.
Первый сборник стихов Сигарёва, «Улица уходит в океан», вышел в 1969 году, второй, «Фарватер», — в 1977. Поэт посвятил их Камчатке и её людям. Эту же тему продолжают и другие сборники Е. Сигарева: «Тепло полярного сияния» (1980), «Шелест пены штормовой» (1984), «Тревожная песня тайфуна» (1988). Некоторое время Сигарёв руководил областным литобъединением «Земля над океаном» при Камчатской писательской организации.
В 1997 году Сигарёв переехал в Тверь. С октября 1997 года вошёл в состав редколлегии журнала «Русская провинция». Сигарёв избирался секретарём правления Союза писателей России и членом правления Тверской писательской организации. Сигарёв вел рубрику «Поэтическая тетрадь» на тверском радио. С 1999 года стал основателем и руководителем тверского молодёжного литобъединения «Рассветная звонница».
Евгений Сигарёв — лауреат литературных премий им. Георгия Поротова, премий журналов «Дальний Восток» и «Пограничник». Награждён четырнадцатью медалями. Его стихи переведены на английский, китайский, вьетнамский, белорусский, украинский языки. Отличник народного образования России. Заслуженный работник культуры Российской Федерации. В 2004 году Сигарев был удостоен литературной премии имени М. Е. Салтыкова-Щедрина в номинации «За художественные произведения, отражающие историю и современность Тверского края, духовный мир и высокую нравственность его жителей».

### «Рассветная звонница»
После 10-го съезда Союза писателей России в 1999 году Евгений Игнатьевич Сигарёв создал молодёжное литобъединение «Рассветная звонница», собрав в нём начинающих поэтов Твери. В основу работы с молодыми авторами легло правило отыскивать лучшее из написанного и ориентировать на него дальнейшие творческие поиски. 

Если из тридцати стихотворений два хороших, я на них указываю.— Е.И. Сигарев, интервью «Тверской газете», № 43, 30.07.2004 г.
В литобъединение входят такие тверские авторы, как Любовь Старшинова, Лариса Ломина, Виктория Панина, Ольга Кочнова, Сергей Полежаев, Елена Павлинова, Александр Отливанчик, Ольга Никаноренкова, Елена Давыдова,  Марина Крутова,  Глеб Сафонов, Александр Шарапов и др. Многие члены «Рассветной звонницы» выпустили собственные сборники стихотворений.
После смерти Евгения Сигарёва литобъединение возглавила Любовь Старшинова.